# 射流缩聚
射流缩聚（英語：Vena contracta）处是流体射流直径最小的位置，并且流体速度处于其最大值，例如在流出喷嘴（孔口）的情况下（Evangelista Torricelli，1643）。这是一个横截面积最小的地方。最大的收缩发生在小孔下游的一个部分，在那里射流或多或少是水平的。
从罐内流入管子，管子直径突然收缩，也会发生这种效果。流线会在直径变化的下游汇合，并且从直径变化的尖角出现分离的流动区域，并且延伸经过射流缩聚处。
1. ↑  CN101576097B,李利军 & 曾文兵,「用射流引射器抽吸聚酯装置尾气进行处理的方法及系统」